# هفته‌نامه شونن جامپ
هفته‌نامه شونن جامپ (به ژاپنی: 週刊 少年 ジ ャ ン プ، هپبورن: Shūkan Shōnen Janpu، به انگلیسی:Weekly Shōnen Jump) یک گلچین هفتگی مانگای شونن است که توسط شوئیشا تحت ژورنال جامپ از مجلات پرفروش در ژاپن منتشر می‌شود. این مجله پرفروش‌ترین مجله مانگا و همچنین یکی از طولانی‌ترین مجلات است. اولین شماره با تاریخ جلد اول اوت ۱۹۶۸ منتشر شد. مجموعه‌های مانگا در این مجله خوانندگان جوان پسر را هدف قرار می‌دهند و شامل بسیاری از صحنه‌های اکشن و مقدار کمی کمدی است. فصل‌های مجموعه‌هایی که در این هفته‌نامه شونن منتشر می‌شوند، هر دو تا سه ماه در جلد تانکوبون تحت عنوان «جامپ کمیکس» جمع‌آوری و منتشر می‌شوند.
اواسط دهه ۱۹۸۰ تا اواسط دهه ۱۹۹۰ نمایانگر دورانی است که تیراژ مجله در بالاترین حد خود بود، ۶٫۵۳ میلیون نسخه در هفته. در طول سال ۲۰۱۹، تیراژ آن به‌طور متوسط ۱٫۶ میلیون نسخه بود. این مجله از سال ۱۹۶۸ تاکنون بیش از ۷٫۵ میلیارد نسخه فروش داشته است و آن را به پرفروش‌ترین مجله طنز / مانگا تبدیل کرده است. بسیاری از پرفروش‌ترین مانگاها از هفته نامه شونن جامپ سرچشمه می‌گیرند.
شونن جامپ باعث تولید خط مجله جامپ و همچنین برچسب چاپ جامپ کمیکس برای انتشار تانکوبون شد. این هفته نامه دارای مجله ای خواهر به نام جامپ اسکوئر است که پس از سقوط ماهنامه شونن جامپ و سایکیو جامپ ایجاد شده است. این مجله همچنین چندین همتای بین‌المللی داشته است، از جمله هفته نامه شونن فعلی آمریکای شمالی. این برنامه همچنین باعث ایجاد یک حق امتیاز رسانه کراس اوور از جمله انیمیشن و بازی‌های ویدیویی (از زمان فامیکوم جامپ) شد که شخصیت‌های مختلف شونن جامپ را گرد هم آورده است.

## آثار برجسته
| عنوان مجموعه               | نویسنده                                | اولین چاپ   |
| -------------------------- | -------------------------------------- | ----------- |
| آنساتسو کیوشیتسو           | ماتسویی یوشی                           | ژوئیه ۲۰۱۲  |
| بلیچ                       | تایته کوبو                             | اوت ۲۰۰۱    |
| گینتاما                    | هیدیاکی سُراچی                          | دسامبر ۲۰۰۳ |
| هایکیو!!                   | هاروئیچی فوروداته                      | فوریه ۲۰۱۲  |
| هانتر x هانتر              | یوشیهیرو توگاشی                        | مارس ۱۹۹۸   |
| جوجوتسو کایسن              | گِگه آکوتامی                            | مارس ۲۰۱۸   |
| آکادمی قهرمان من           | کوهیه هوریکوشی                         | ژوئیه ۲۰۱۴  |
| بسکتبال کوروکو             | تاداتوشی فوجیماکی                      | دسامبر ۲۰۰۸ |
| ناروتو                     | ماساشی کیشیموتو                        | نوامبر ۱۹۹۹ |
| وان پیس                    | ائیچیرو اودا                           | اوت ۱۹۹۷    |
| جنگ غذاها: شوکوگکی نو سوما | یوتو تسوکودا، شون سایکی، یوکی موریساکی | نوامبر ۲۰۱۲ |
| چینسا من                   | تاتسوکی فوجیموتو                       | دسامبر ۲۰۱۸ |
| دکتر استون                 | ریچیرو ایناگاکی                        | ۲۰۱۷        |
| دراگون بال                 | آکیرا توریاما                          | نوامبر ۱۹۸۴ |
| توریکو                     | میتسوتوشی شیمابوکورو                   | مه ۲۰۰۸     |
| ماجراجویی عجیب و غریب جوجو | هیروهیکو آراکی                         | ژانویه ۱۹۸۷ |
| شیطان کش                   | کویوهارو گوتوگه                        | فوریه ۲۰۱۶  |
| کاپیتان سوباسا             | یوئیچی تاکاهاشی                        | آوریل ۱۹۸۱  |